# Réseau ferroviaire finlandais
Le réseau ferroviaire finlandais est le réseau de lignes ferroviaires assurant le transport ferroviaire en Finlande.
Le réseau est géré par l'agence des infrastructures de transport de Finlande. 
Le principal opérateur du réseau ferroviaire finlandais est le groupe public VR-Yhtymä Oy.

## Présentation
Fin 2018, la longueur du réseau ferroviaire géré par l'Agence finlandaise des transports était de 5 926 kilomètres, dont 3 330 kilomètres électrifiés.

## Histoire
En 1982, le réseau faisait encore 6 041 km de long, mais en 1996, 381 km avaient été fermés.
L'exploitation de 381 km a cependant été abandonnée depuis 1982, date à laquelle le réseau comptait encore 6041 km de voies. Seules 8,5 % des voies sont doublées.
En 1996, le réseau de la RHK (Ratahallintokeskus, Administration des voies ferrées) mesurait 5.660 km de long, dont 2.073 km soit 37 % était électrifié. 
La part de la traction électrique dans l'ensemble des transports était alors de 65 %.
Le réseau est à écartement au standard russe, soit 1 524 mm et avec une électrification à 25 kV, 50 Herz. Le gouvernement annonce des études pour procéder au de changement de l'écartement du réseau national pour le basculer de 1524 mm vers le standard de 1435 mm. Le premier plan serait d'adapter au 1435 mm la ligne de Kemi jusqu'à la frontière Suédoise à l'horizon 2030. Pour le reste du réseau, l'Etat se donne jusqu'en 2027 pour étudier cette question.

## Lignes du réseau ferré de Finlande
Les lignes principales du réseau sont par ordre alphabétique :
- Ligne d'Haapamäki à Pori
- Ligne d'Haapamäki à Seinäjoki
- Ligne d'Haapamäki à Jyväskylä
- Ligne d'Helsinki à Kerava
- Ligne d'Helsinki à Port de Turku
- Ligne d'Helsinki à Tampere
- Ligne d'Haukipudas à Martinniemi (fi)[5]
- Ligne d'Huopalahti à Vantaankoski
- Ligne d'Huutokoski à Parikkala
- Ligne de Hyvinkää à Karjaa
- Ligne de Iisalmi à Kontiomäki
- Ligne de Iisalmi à Ylivieska
- Ligne de Joensuu à lomantsi
- Ligne de Joensuu à Kontiomäki
- Ligne de Jyväskylä à Haapajärvi
- Ligne de Jyväskylä à Pieksämäki
- Ligne de Karjaa à Hanko
- Ligne de Kerava à Lahti
- Ligne de Lahti à Heinola
- Ligne de Lahti à Kouvola
- Ligne de Laurila à Kelloselkä
- Ligne de Luumäki à Vainikkala (fi)
- Ligne de Murtomäki à Otanmäki
- Ligne d'Orivesi à Jyväskylä
- Ligne d'Oulu à Kontiomäki
- Ligne d'Oulu à Tornio
- Ligne de Pieksämäki à Joensuu
- Ligne de Rauma à Kokemäki
- Ligne de Kerava à Vuosaari
- Ligne de Kontiomäki à Vartius
- Ligne de Kontiomäki à Ämmänsaari
- Ligne de Kouvola à Iisalmi
- Ligne de Kouvola à Joensuu
- Ligne de Riihimäki à Lahti
- Ligne de Seinäjoki à Kaskinen
- Ligne de Seinäjoki à Oulu
- Ligne de Seinäjoki à Vaasa
- Ligne de Siilinjärvi à Viinijärvi
- Ligne de Tampere à Haapamäki
- Ligne de Tampere à Seinäjoki
- Ligne de Toijala à Valkeakoski
- Ligne de Tornio à Kolari
- Ligne de Tuomioja à Raahe
- Ligne de Turku à Toijala
- Ligne de Turku à Uusikaupunki